# Borðeyri
Borðeyri – przysiółek położony w północno-zachodniej części Islandii. W 2007 liczył 25 mieszkańców.
Przysiółek pełni funkcję niewielkiego centrum handlowe dla okolicznych gospodarstw. Jest częścią gminy Bæjarhreppur. Znajduje się na zachodnim brzegu fiordu Hrútafjörður. W pobliżu przebiega droga nr 68. W Borðeyri jest przedszkole oraz szkoła podstawowa.
W Borðeyri urodzili się premier Sigurður Eggerz oraz malarze Þorvaldur Skúlason i Karl Kvaran.